# Terribilis est locus iste
La scritta "Terribilis est locus iste", la cui corretta traduzione è "questo luogo incute rispetto", compare sul portale d'ingresso di diversi edifici religiosi. 

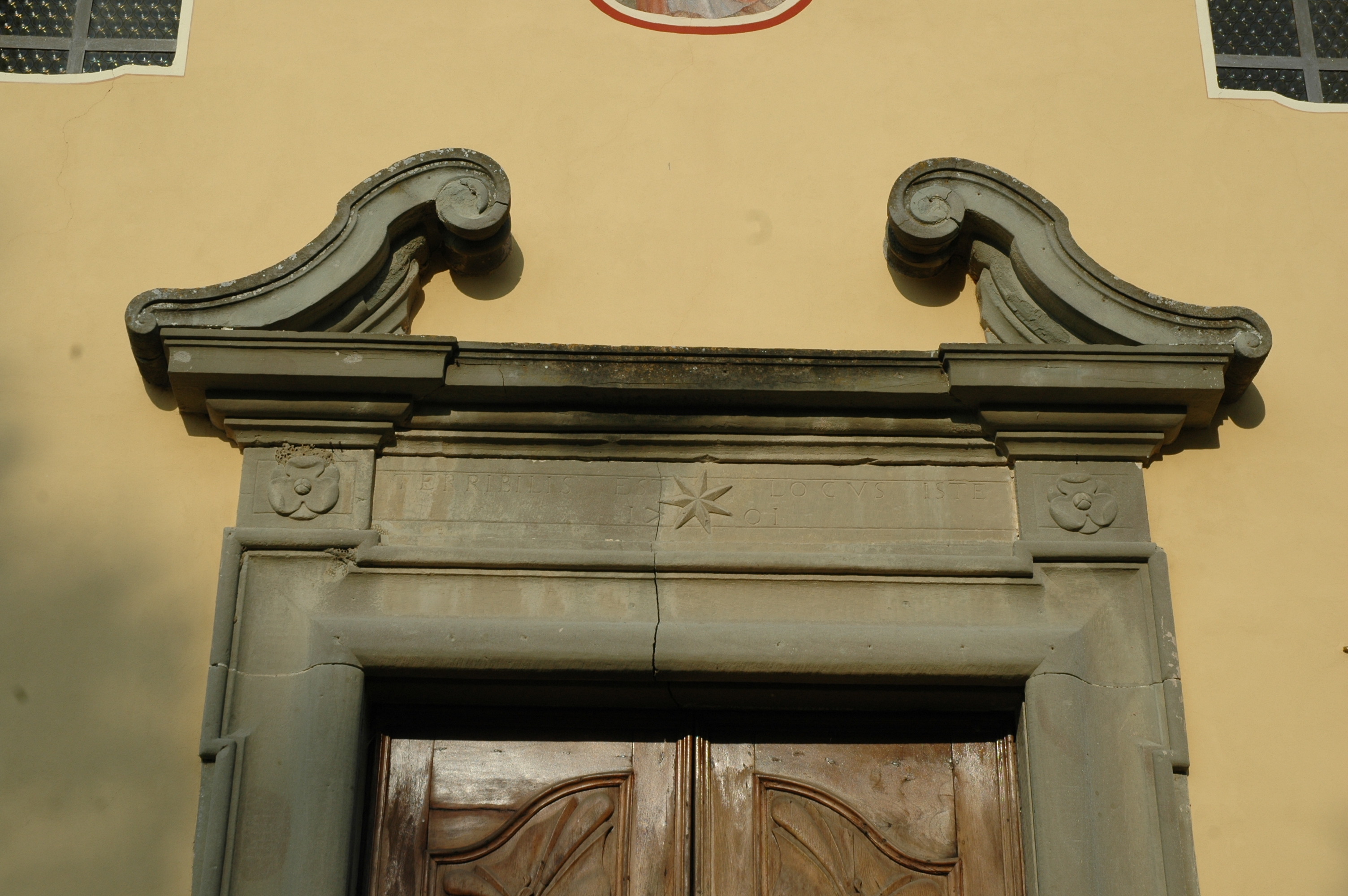
La dicitura "Terribilis est locus iste" sul portale di ingresso della chiesa di Sant'Andrea Apostolo a Mioglia

## Origine
La frase è tratta dall'Antico Testamento (Genesi, 28; 17). In questo passo si racconta come Giacobbe, fermatosi per riposare nella città di Beth-El (che in ebraico significa "Casa di El" o "Casa di Dio") ebbe in sogno la visione di una scala che saliva dalla terra al cielo. Al risveglio eresse in quel luogo una stele che consacrò con queste parole: "Terribilis est locus iste! Haec domus Dei est et porta coeli" ("Questo è un luogo terribile! Questa è la casa di Dio e la porta del Cielo").

## Traduzioni e suggestioni
L'apparente stranezza della presenza, all'ingresso di un luogo di culto, di una frase che sembra suonare come un ammonimento (questo luogo è terribile), ha prodotto molte ipotesi ed elucubrazioni circa possibili significati arcani ed esoterici.
Il termine latino "terribilis", erroneamente tradotto nell'italiano "terribile", ha anche il significato di "cosa che incute rispetto". Pertanto, si può benissimo tradurre la frase con "questo luogo incute rispetto" o "timore reverenziale". Rimane comunque più chiaro il significato se si prende in considerazione per intero il versetto biblico da cui la frase è tratta: la frase viene scritta sugli ingressi degli edifici religiosi per incutere timore, ma anche e soprattutto per indicare, rimandando alla visione di Giacobbe, che da qui inizia la "scala" (o il "cammino") che conduce al Cielo.

## Diffusione

### Architetture religiose

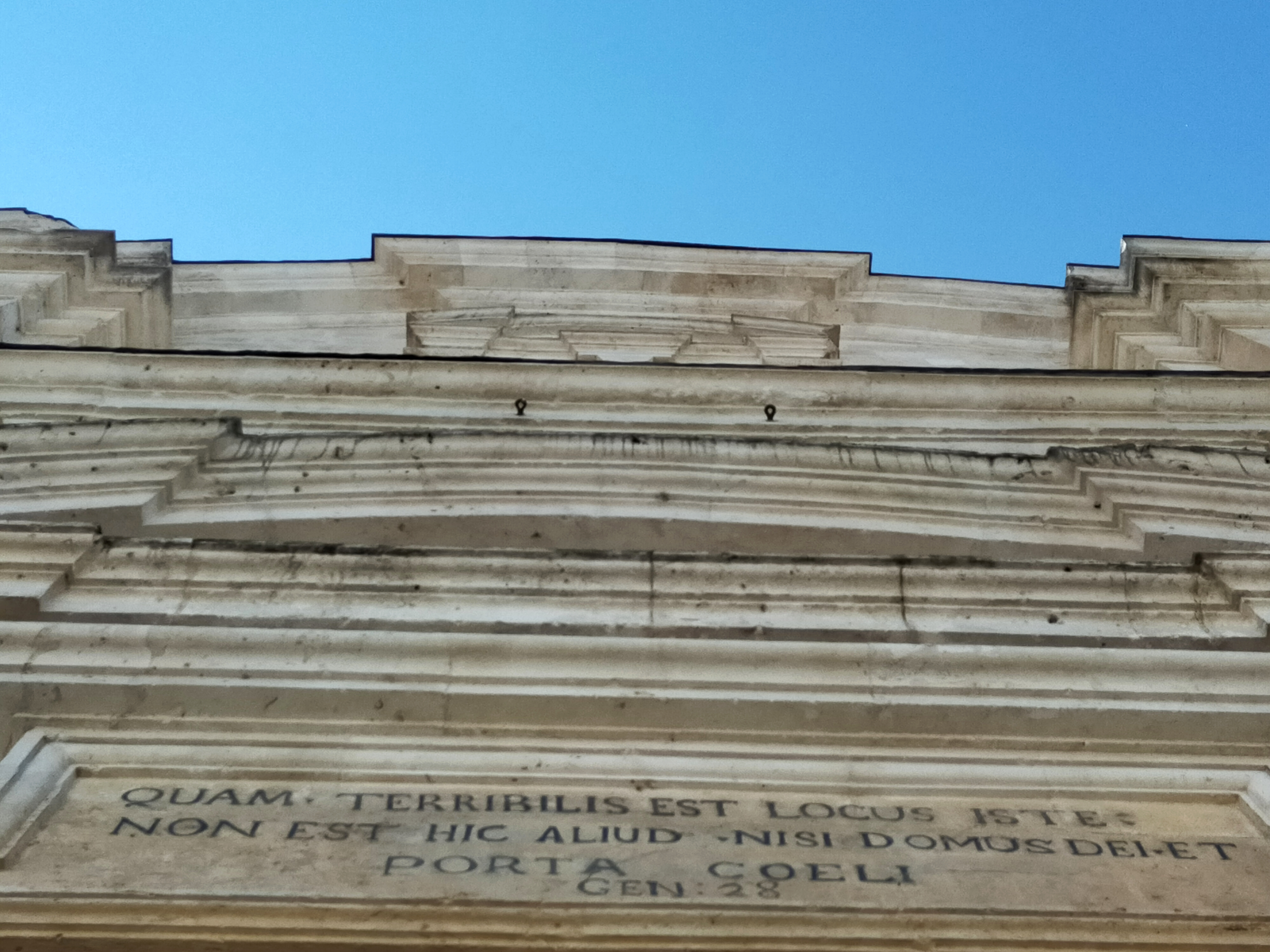
L'iscrizione sul frontone della facciata della chiesa di San Giovanni Decollato ad Avezzano

La frase si trova all'ingresso di molte chiese. Alcune di queste sono: 
- Chiesa Chiesa di San Nicola di Bari  a Cammarata (AG)
- Parrocchiale di Sant'Evasio a Pedrengo (BG).
- Chiesa di Santa Giustina di Montecorone di Zocca (MO) sul frontale, coperto da restauri successivi: "terribilis est locus iste – hic domus dei – 1585".
- Chiesa Maria Santissima dell'Annunziata a Termini Imerese (PA).
- Chiesa parrocchiale dei SS. Giovanni Battista ed Evangelista a Casalvieri (FR).
- Chiesa parrocchiale delle SS. Flora e Lucilla a Santa Fiora (frazione di Sansepolcro) (AR).
- Chiesa della Madonna di Loreto a Pacentro (AQ).
- Chiesa di Sant'Andrea Apostolo a Mioglia (SV).
- Chiesa di San Pietro a Gaglianico (Biella).
- Chiesa di Santa Maria adAltofonte (PA) nella versione "O quam metuendus est locus iste".
- Santuario della Madonna di Loreto di Ancona.
- Pieve dei Santi Stefano e Margherita ad Arcola.
- Chiesa di San Giovanni Decollato ad Avezzano.
- Convento di Padre Pio presso la chiesa di Santa Maria delle Grazie a San Giovanni Rotondo.
- Santa Maria della Pietà a Bibbona.
- Abbazia di San Colombano a Bobbio.
- Chiesa di Maria Vergine Assunta a Caraglio (CN,) nella versione "Metuendus est locus iste, Domus Dei et Porta Coeli".
- San Giovanni di Fossola a Carrara.
- Santa Lucia del Rusta a Cinto Euganeo.
- Chiesa di Santa Maria Assunta a Felina di Castelnovo ne' Monti.
- Santuario di Santa Maria del Piano a Episcopia (PZ).
- San Martino Vescovo a Graffignano.
- San Domenico a Gravina.
- Santuario della Madonna della Civita a Itri.
- Chiesa di Sant'Angelo a Nilo a Napoli.
- Chiesa di San Michele Arcangelo a Patù.
- Duomo di San Giorgio a Pizzo Calabro.
- Chiesa di San Fantino di Lubrichi a Reggio Calabria.
- Chiesa Vecchia di Pozzilli.
- Santuario della Madonna del Soccorso a Prato.
- Chiesa di San Giovanni Battista a Genova.
- Abbazia di Santo Spirito Majella a Roccamorice.
- Chiesa di Santa Margherita di Antiochia a Statigliano di Roccaromana.
- San Bartolomeo Monte Oliveto a Siena.
- Chiesa di San Giovanni Battista a Fallo (CH).
- Chiesa di Sant'Antonio Abate a Lussingrande (Croazia).
- Chiesa di San Pantaleone a Montauro (CZ).
- Santuario di San Michele Arcangelo a Monte Sant'Angelo (FG).
- Chiesa Madre Maria SS. Assunta in cielo a Panni (FG).
- Chiesa della Madonna a Bibbona (LI).
- Basilica di Santa Maria la Nova a Chiaramonte Gulfi (RG) [1].
- Chiesa Madre San Nicolò a Gangi (PA).
- Chiesa di Santo Stefano a Serravalle Pistoiese (PT), posizionata sull'arcone trionfale interno: “Terribilis Est / Locus Histe / Hic Domus / Dei Est”.
- Chiesa parrocchiale di Santa Maria Annunciata a Borgosatollo (BS).
- Chiesa parrocchiale di San Giorgio Martire a Bovegno (BS).
- Sacrario militare Redipuglia (GO), all'interno della cappella che si trova nel sacrario stesso, la frase scritta è Terribilis Locus Histe.
- Chiesa di Santa Maria Maddalena a Rennes-le-Château, in Francia.

### Siti pagani
Ristorante "Pica Pica" a Saintes-Maries-de-la-Mer.

### Preghiere e canti
La frase è l'incipit della preghiera di dedicazione delle chiese (In dedicatione ecclesiae) e molti sono i canti liturgici intitolati Terribilis est.

### Altro
La frase dà inoltre il titolo a un albo a fumetti della serie L'Insonne.